# Hikari (álbum)
Hikari (estilizado em minúsculas como hikari) é o quinto álbum de estúdio da banda japonesa de rock visual kei SID, lançado em 1 de julho de 2009 pela Ki/oon Music. A canção "Uso" é um dos temas de encerramento do anime Fullmetal Alchemist e a canção "Monochrome no Kiss" é o primeiro tema de abertura do anime Kuroshitsuji. Foi o 76° álbum mais vendido no Japão no ano de 2009.

## Recepção
Hikari alcançou a segunda posição nas paradas Oricon Albums Chart. Em julho de 2009, foi certificado disco de ouro pela RIAJ. Até o dia 8  deste mês, vendeu mais de 150,000 cópias.

## Turnê
A turnê de lançamento do álbum, intitulada "<hikari>", começou em 14 de julho de 2009 e contou com um público de cerca de 70 mil pessoas em 26 localidades pelo Japão.

## Faixas
Todas as letras escritas por Mao. 
| N.º            | Título                                                | Música         | Duração |  |
| 1.             | "Rakuen" (落園)                                       | Yuuya          | 4:16    |  |
| 2.             | "Mousou nikki 2" (妄想日記2)                          | Shinji         | 3:51    |  |
| 3.             | "Uso" (嘘)                                            | Yuuya          | 3:25    |  |
| 4.             | "Circus" (サーカス)                                   | Aki            | 3:36    |  |
| 5.             | "Nakidashita Onna to Kyomukan" (泣き出した女と虚無感) | Aki            | 3:57    |  |
| 6.             | "Monochrome no Kiss" (モノクロのキス)                 | Shinji         | 3:59    |  |
| 7.             | "Tsumiki Kuzushi" (罪木崩し)                          | Yuuya          | 3:43    |  |
| 8.             | "2°C Me no Kanojo" (2℃目の彼女)                       | Shinji         | 4:13    |  |
| 9.             | "Capsule"                                             | Aki            | 3:43    |  |
| 10.            | "Drama" (ドラマ)                                      | Aki            | 3:49    |  |
| 11.            | "Hikari" (光)                                         | Aki            | 5:04    |  |
| Duração total: | Duração total:                                        | Duração total: | 43:00   |  |

## Ficha técnica
- Mao - vocal
- Shinji - guitarra
- Aki - baixo
- Yuuya - bateria